# Trevor Horn
Trevor Charles Horn (* 15. července 1949 Durham) je britský hudební producent, skladatel a hudebník.
Horn produkoval mnoho komerčně úspěšných písní a alb pro hudebníky britské i z jiných států. Získal cenu Grammy za spoluautorství písničky „Kiss from a Rose“ od Seala. Jako hudebník se podílel na albech skupin The Buggles, Art of Noise a Yes (na jejich albu Drama dokonce nahradil zpěváka Jona Andersona).